# Médaille des centres de recrutement de l'Armée belge
La médaille des centres de recrutement de l'Armée belge (en abrégé « CRAB »), est une décoration du royaume de Belgique créée par arrêté royal du 12 avril 1990, accordée à tout homme de seize à trente-cinq ans qui a répondu à l'ordre, donné en mai 1940 par le Gouvernement, de rejoindre les centres de recrutement de l'armée belge en France à partir du 10 mai 1940 et dont la période d'absence de son foyer doit compter au moins 10 jours et avoir eu lieu avant le 10 septembre 1940.
La médaille existe en trois versions suivant l'appartenance linguistique du bénéficiaire. Avec l'inscription en relief « C.R.A.B » pour les francophones, « R.C.B.L. » pour les néerlandophones et « R.Z.B.H. » pour les germanophones. La médaille ne pourra être décernée à titre posthume.

## Insigne
La médaille est en bronze patiné; elle a 37 millimètres de diamètre. L'avers porte l'inscription « C.R.A.B. » et « AD HONOREM PATRIAE » en relief et le revers le millésime « 1940 » en relief. La médaille est suspendue par un anneau passant latéralement dans un barillet de suspension au haut de la médaille, à un ruban de soie blanche d'une largeur de 38 mm, en son centre horizontalement 3 bandes de 2 mm , rouge, jaune et noir symbolisant le drapeau belge.